# Rio Vacacaí-Mirim
O rio Vacacaí-Mirim é um rio brasileiro do estado do Rio Grande do Sul. Tem aproximadamente 80km de extensão.
O rio nasce em Itaara e desagua no Rio Jacuí, fazendo um percurso paralelo ao Rio Vacacaí. Apesar de, no contexto geral da hidrografia do estado, não estar entre os maiores rios, o Vacacaí-Mirim é de extrema importância na região, especialmente para Santa Maria, que é abastecida pelo seu reservatório. A pequena bacia tem cerca de 1 mil km² e boa parte sofre a interferência da urbanização.
A Micro Bacia do Vacacaí-Mirim, a qual faz parte o rio de mesmo nome se encaixa na classificação de drenagem dendrítica - também é designada como arborescente, porque em seu desenvolvimento assemelha-se à configuração de uma árvore. A presença de confluência em ângulos retos, no padrão dendítico, constitui anomalias que se deve atribuir, em geral, aos fenômenostectônicos. Esse padrão é tipicamente desenvolvido sobre rochas de resistência uniforme, ou em estruturas sedimentares horizontais.

## Municípios abrangidos
- Itaara: Nascente do Rio.
- Santa Maria: Abastece todo o distrito da Sede. É poluido por lixo e esgoto. Faz parte dos cenários dos seguintes bairros (rio abaixo):
  - Campestre do Menino Deus, Presidente João Goulart ,Km 3, Pé-de-Plátano, Camobi, Arroio Grande, Pains, Palma e Arroio do Só;
- Restinga Seca: Onde encontra a foz no Rio Jacuí.

## REA Vacacaí
O rio faz parte da Rede de Educação Ambiental das Bacias dos Rios Vacacaí e Vacacaí-Mirim:
- REA Vacacaí;

## Ligações Externas
- http://www.ufsm.br/reavacacai